# Свидова (Чортківський район)

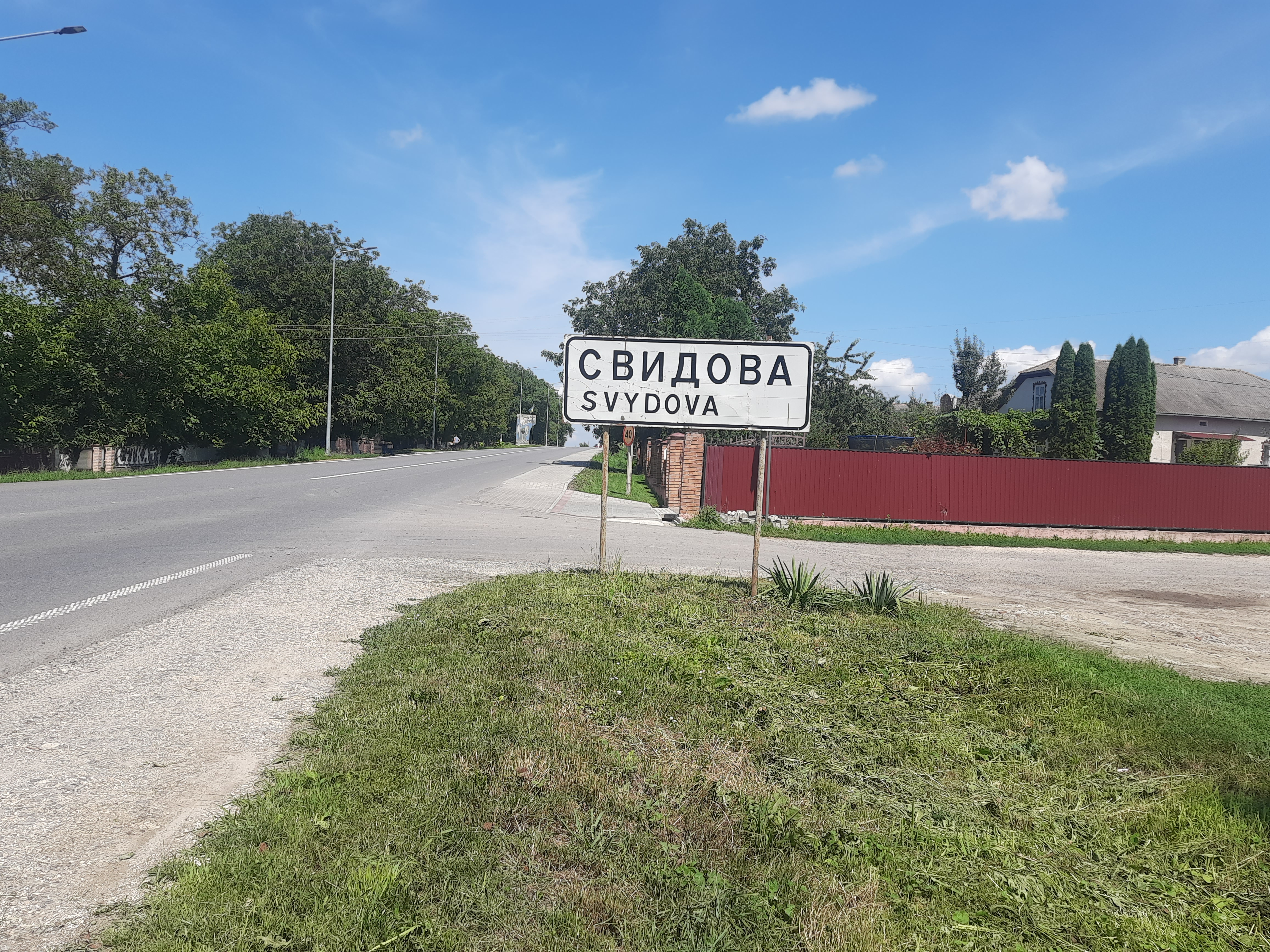
Дорожній знак при вї'зді в село

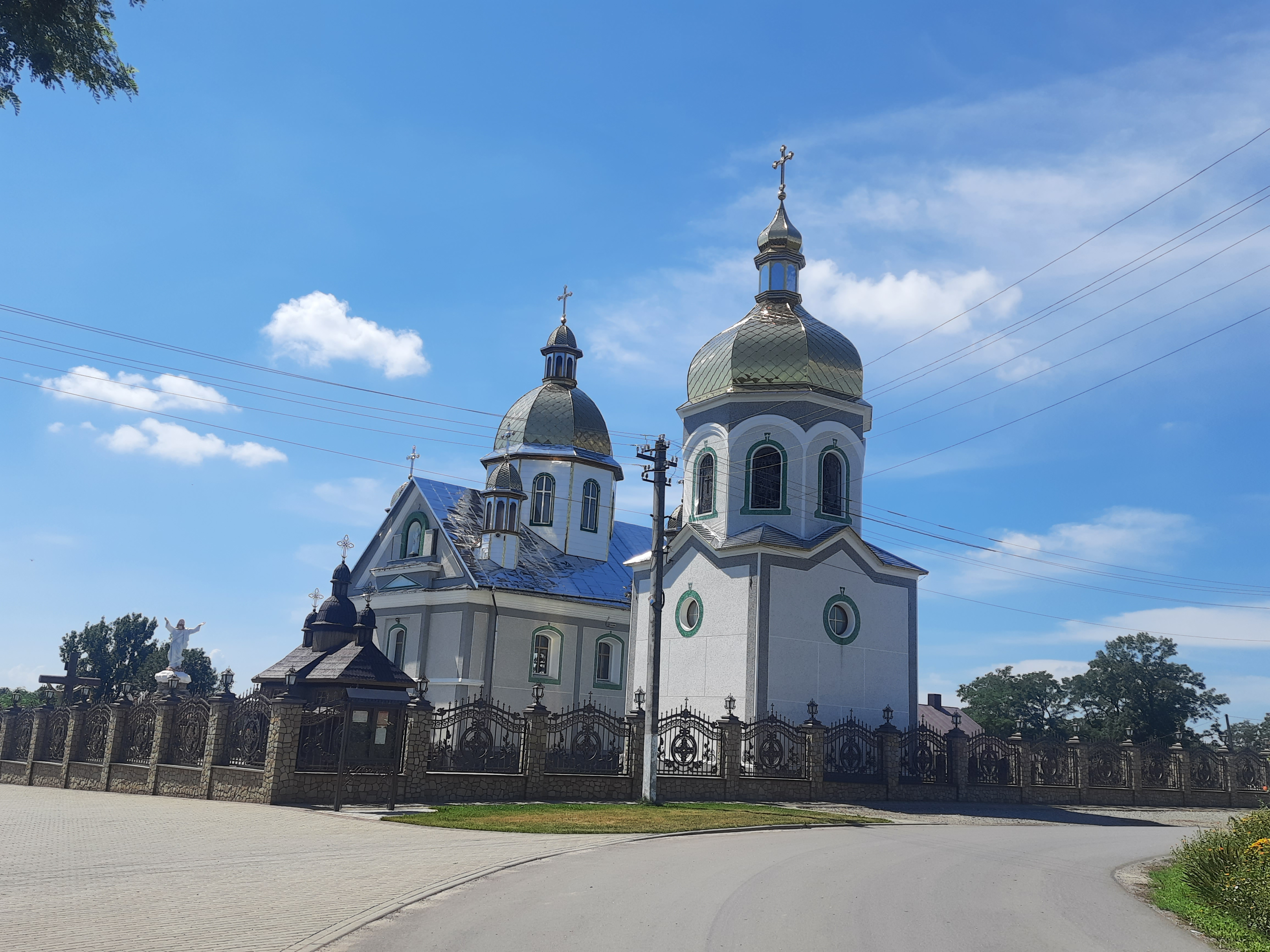
Церква Перенесення Мощей Святого Миколая

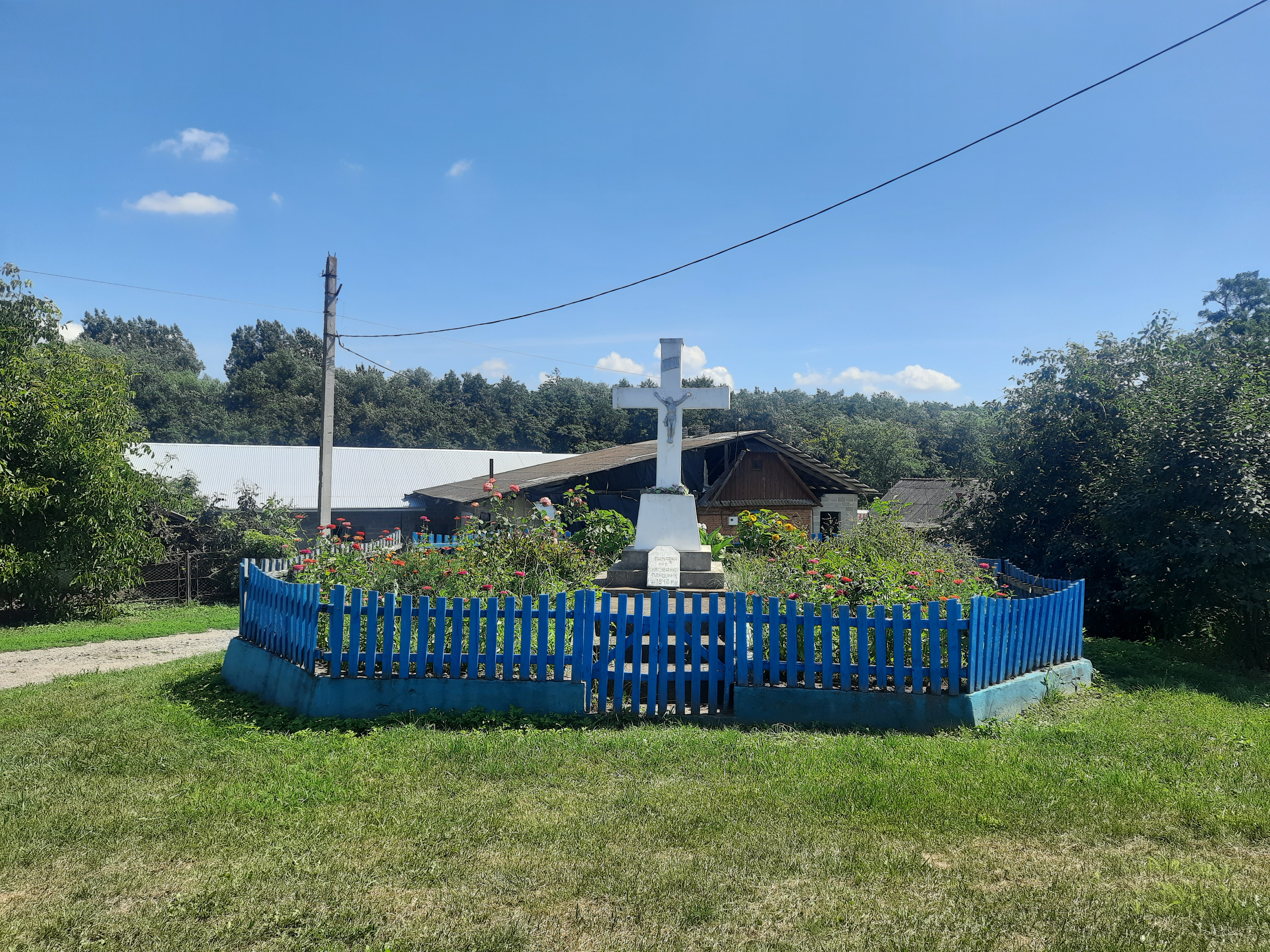
Пам'ятний хрест з нагоди скасування панщини

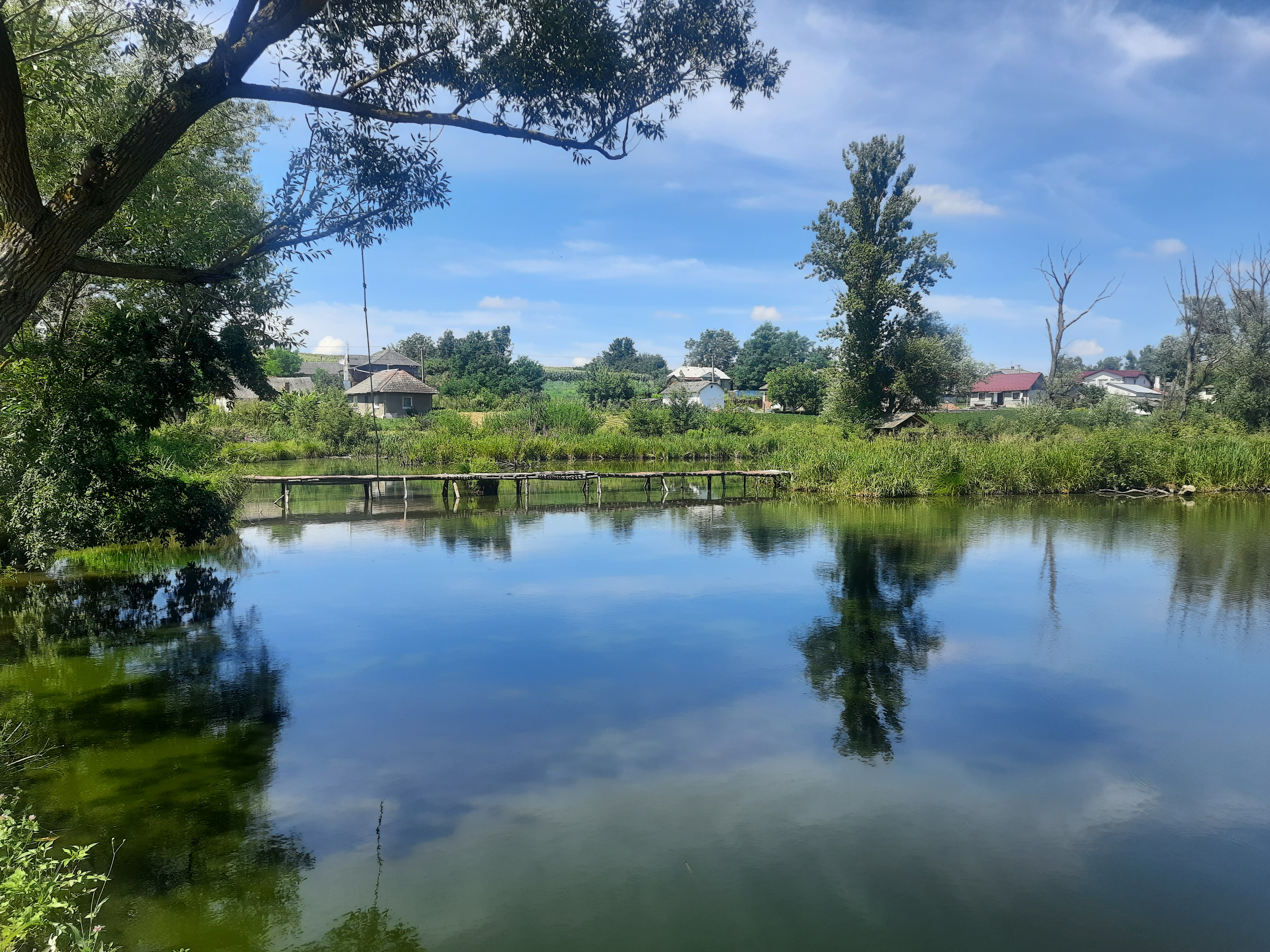
Ставок біля села

Свидова́ — село в Україні, Тернопільська область, Чортківський район, Товстенська селищна громада. Адміністративний центр колишньої сільради, якій було підпорядковане с. Антонів. До Свидови приєднано хутір Вертепи.

## Розташування
Розташоване на берегах р. Тупа (права притока Серету, басейн Дністра), за 2 км від центру громади та від найближчої залізничної станції Товсте. Через село пролягли автошлях Луцьк–Тернопіль–Чернівці, залізниця Тернопіль — Заліщики.

### Місцевості
- Вертепи  — хутір, розташований за 0,6 км від села. У 1952 р. на хуторі — 5 дворів, 24 жителі.[2]

## Історія
Поблизу села виявлено археологічні пам'ятки трипільської, голіградської і давньоруської культур. За переказами, на полі були козацька й турецька могили.
Згадується 28 лютого 1452 року в книгах галицького суду.
Перша писемна згадка — 1457.
1785 — в селі проживали 855 осіб.
За статистикою, у Свидовій у 1900 р. 1281 житель, 1910—1816, 1921—1653, 1931—1827 жителів; у 1921—327, 1931—413 дворів. За Австро-Угорщини діяла 2-класна школа з українською мовою навчання, за Польщі — 4-класна утраквістична (двомовна).
1934—1939 — село було адміністративним центром однойменної гміни Свидова.
Під час Першої світової війни до Леґіону УСС зголосилися мешканці села Іван Васильківський і Василь Ковцун.
За Польщі тут поселилися колоністи.
Під час німецько-радянської війни загинули або пропали безвісти у Червоній армії:
- Микола Бабйон (нар. 1901),
- Іван Балан (нар. 1904),
- Володимир Беленчук (нар. 1913),
- Яків Бицюк (нар. 1912),
- Петро Бойчук (нар. 1906),
- Володимир Вишньовський (нар. 1912),
- Андрій Герич (нар. 1907),
- Іван Васильович Гой (нар. 1923),
- Іван Григорович Гой (нар. 1924),
- Максим Довгий (нар. 1919),
- Петро Дубрівний (нар. 1908),
- Микола Зелений (нар. 1923),
- Іван Кальмук (нар. 1913),
- Іван Кардинал (нар. 1905).

В УПА воювали Степан Бурштинський, Василь Вівсяний, Павло Вівсяний, Петро Вівсяні, Іван Майданик, Іван Олійник, Олекса Олійники, Василь Пастушак, Марія Семенчук, Василь Свистун, Володимир Трач, Героній Трач, Володимир Щиголь й інші.
12 червня 2020 року, відповідно до розпорядження Кабінету Міністрів України № 724-р «Про визначення адміністративних центрів та затвердження територій територіальних громад Тернопільської області» увійшло до складу Товстенської селищної громади.
19 липня 2020 року, в результаті адміністративно-територіальної реформи та ліквідації Заліщицького району, увійшло до складу новоутвореного Чортківського району.
17 грудня 2020 року Свидова належить до Товстенської селищної громади.

## Релігія
- церква Перенесення мощей святого Миколая (УГКЦ; мурована; 1843);

У селі є три каплички Божої Матері.

## Пам'ятники
У 1992 році насипано символічні могили УСС, та воякам УПА (1994);
Споруджено:
- пам'ятник Тарасу Шевченку (1960),
- воїнам-односельцям, полеглим у німецько-радянській війні (1971., скульптор Р. Вольфер);
- відновлено козацьку могилу (1990);
- встановлено
  - пам'ятні хрести: на захист від чуми (XVIII ст.),
  - на честь скасування панщини,
  - боротьби за тверезість (1876),
  - 1000-ліття хрещення Руси-України (1988);
  - також відновлено інших шість хрестів.

## Населення
| 1281 | 1816 | 1653 | 1827 | 1047 | 1048 |

### Мова
Розподіл населення за рідною мовою за даними перепису 2001 року:
| Мова       | Кількість | Відсоток |
| ---------- | --------- | -------- |
| українська | 1179      | 99.33%   |
| російська  | 7         | 0.59%    |
| білоруська | 1         | 0.08%    |
| Усього     | 1187      | 100%     |

## Соціальна сфера, господарство
У селі були глиниська й поклади піску; функціонував фільварок ґрафа Лянцкоронського з двома млинами і ґуральнею.
У селі Свидова на Чортківщині було розміщено фільварок , який входив до спадкової власності о. Івана Запуцького.
Упродовж 1908—1910 роках побудовано Народний дім, у якому містилася читальня «Просвіти», функціонували театральний і хоровий гуртки.
Діяли філії товариств «Просвіта», «Січ», «Луг», «Сокіл», «Рідна школа», «Союз Українок», «Відродження» та інших; споживча кооператива, дві корчми.
Нині працюють школа, Будинок культури, бібліотека, ФАП, музей воїна-«афґанця» О. Дмитрієва, дитячий садочок, відділення зв'язку, ПАП «Фортуна», ААГ ім. М. Грушевського, фермерське господарство «Діоніс К», кооператив «Маяк», ПП «Вакс», торгові заклади

## Відомі люди

### Народилися
- Василь Ґіґейчук (1882—1959) — релігійний і громадський діяч у Канаді
- Павло Ґіґейчук (?—?) — педагог і громадський діяч
- Мар'ян Двикалюк — майстер по дереву, різьбяр
- Олександр Дмитрієв (1963—1984) — учасник війни в Афганістані
- Микола Левчук (1896—1989) — видавець, цирковий артист, скульптор
- Яків Майданик (псевд. — Штіф Табачнюк; 1891—1984) — письменник, художник, редактор, видавець, педагог у Канаді
- Михайло Мельник (нар. 1949) — господарник
- Ігор Онищук (нар. 1947) — художник
- Василь Тарасюк (1884—1963) — громадський діяч
- Іван Кікис (нар. 1951) — педагог.